# تورو ناغاشي

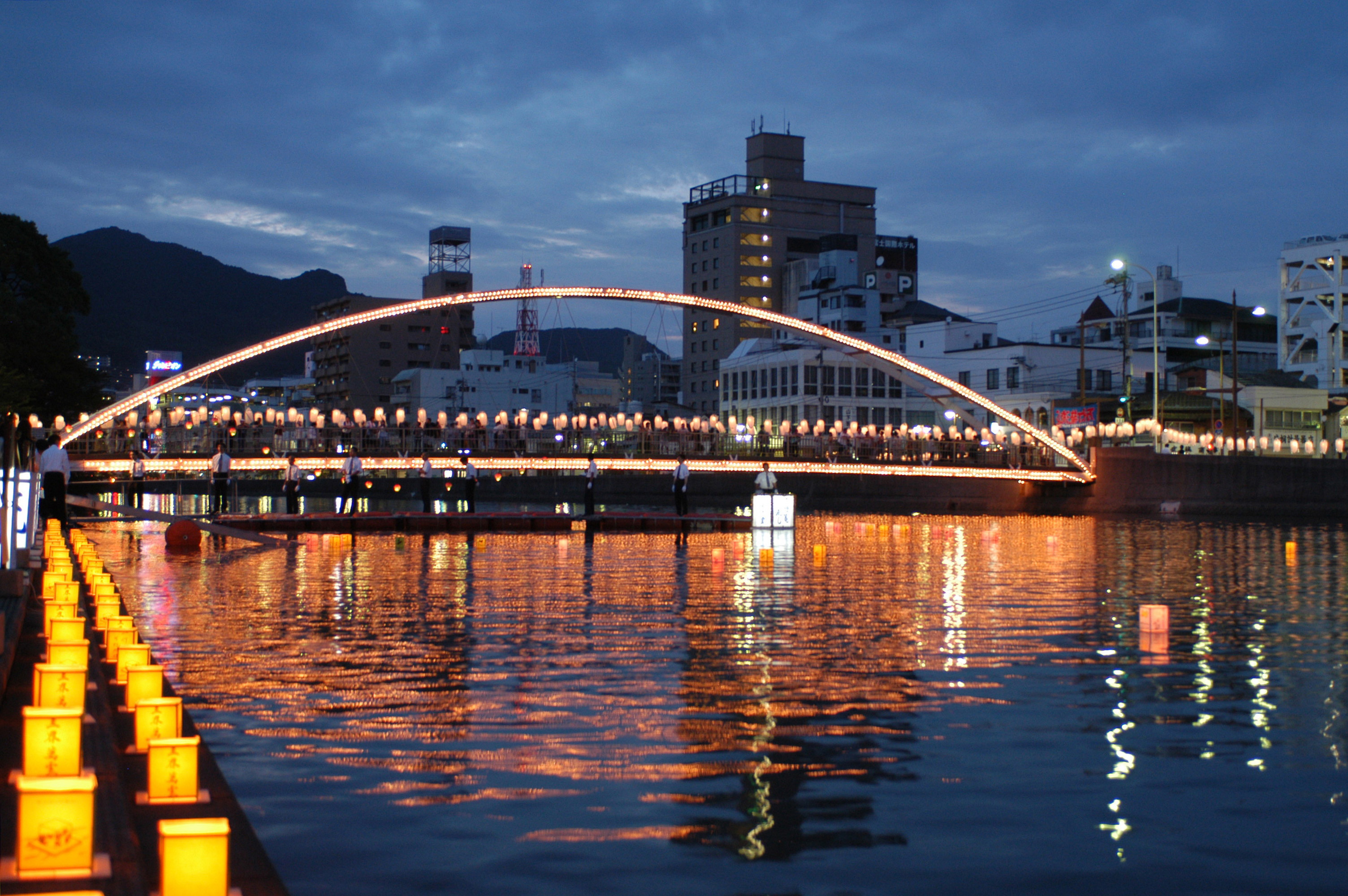
تورو ناغاشي في سايسيبو بناغاساكي

المصباح العائم هو نوع من أنواع المصابيح التي تطفو على سطح الماء. يُعرف أيضًا باسم مصباح النهر أو مصباح البحيرة، وغيرها من الأسماء الأخرى اعتمادًا على المسطح المائي الذي يوجد به مصباح الماء. أول ظهور للمصباح المائي كان في الهند وانتشر لاحقًا في جنوب شرق آسيا وشرق آسيا بسبب الديانة البوذية.

## الثقافة الهندية
تتواجد مصابيح المياه في الثقافة الهندية في العديد من المهرجانات والتضحيات التقليدية، ولا سيما في المهرجانات التي تحدث بمناسبة اكتمال القمر، بما في ذلك يوم فيساك، وعيد ديوالي، ومهرجان سونغكرانن، ومهرجان الفانوس، ومهرجان المياه وغيرها من المهرجانات، على مصابيح بسيطة ومصنوعة من المواد النباتية مثل الزهور والأوراق. يتضمن حفل ألتي، والمقام في مهرجان ديبافالي التقليدي الهندوسي، فانوساً مائياً. الهدف الرئيسي لأضواء المياه في هذه المناطق هي عبادة الآلهة، وإنهاء الكوارث، والترحيب بالسعادة. يصلي بعض الشباب والشابات بمصابيح المياه من أجل زواج جيد وسعيد. يعتقد أيضا أن الفوانيس المائية تستعمل في توجيه وإرشاد النفوس والأرواح في الماء.

## الثقافات الآسيوية الشرقية

### الصين
منذ عهد أسرة تانغ الحاكمة، تم استخدام فانوس الماء في المهرجانات الصينية التقليدية مثل مهرجان الفوانيس ومهرجان منتصف الخريف والعام الصيني الجديد وحتى رأس السنة الميلادية في بعض الأماكن مثل هونغ كونغ. لدى الفوانيس المائية العديد من الأسماء، اعتمادًا على المسطحات المائية التي يتم فيها تفريغ ووضع الفوانيس، مثل 水燈 (ضوء النهر)، 流燈 (تيار الضوء)، 河灯, 江燈 (أضواء البحيرة)، 湖燈 (ضواء البحيرة)، 水燈頭 (رأس مصباح الماء) و照冥. أشكال الفوانيس قد تكون مربعة أو على شكل قرن الغزال.

### كوريا
في كلتا الكوريتين، الشمالية والجنوبية، يُعرف فانوس الماء باسم 유등(yudeung: ضوء).

### اليابان
تورو ناغاشي أو Tōrō nagashi (灯籠流し) هو احتفال أو ذكرى يقوم فيه المشاركون بتعويم فوانيس ورقية أسفل النهر؛ tōrō أو تورو هي الكلمة اليابانية للفانوس، بينما nagashi أو ناغاشي تعني طواف أو جريان بحري. يتم تنفيذ هذا النشاط بشكل تقليدي في الأمسية الأخيرة من مهرجان الأوبون اعتقاداً بأنه سيساعد على توجيه وإرشاد أرواح الموتى إلى عالم الأرواح. قد يتم الاحتفال في أيام أخرى من العام نفسه لأسباب أخرى مثل إحياء ذكرى الذين فقدوا في تفجير هيروشيما وأولئك الذين ماتوا في رحلة الخطوط الجوية اليابانية رقم 123. يتم استعمال الفوانيس المائية أيضًا في مناطق أخرى من العالم، مثل مدينة هاواي، احتفالاً بنهاية الحرب العالمية الثانية. يقام مهرجان الأوبون في الفترة من الثالث عشر إلى السادس عشر من شهر أغسطس أو يوليو، اعتمادًا على التقويم المستخدم. تشير المعتقدات اليابانية التقليدية إلى أن البشر يأتون من الماء، وبالتالي فإن الفوانيس المائية تمثل أجسادهم العائدة إلى المياه، ولا سيما البحر. تستخدم الفوانيس الورقية البيضاء لتمثيل أولئك الذين ماتوا في العام الماضي.

## الثقافات الآسيوية الجنوبية
تتواجد المصابيح المائية أيضا في دول مثل تايلاند وفيتنام.

## روابط خارجية
- فانوس هاواي العائم الموقع الرسمي لأكبر حفل Tōrō Nagashi في هاواي، الذي عقد في يوم الذكرى في جزيرة السحر في هونولولو. مقدمة من Shinnyo-en Hawaii ومؤسسة Na Lei Aloha.
- فيديو Tōrō Nagashi.مدخل مدونة فيديو من حفل Tōrō Nagashi لعام 2006 في هونولولو.
- موقع على شبكة الإنترنت لحفل السلام في منطقة خليج سان فرانسيسكو ، والذي يقام سنويًا منذ عام 2002.
- موقع "من هيروشيما إلى الأمل"، في مدينة سياتل الأمريكية، أكبر ذكرى لتفجير هيروشيما خارج اليابان.